# Szojuz MSZ–02
A Szojuz MSZ–02 továbbfejlesztett Szojuz, egy orosz háromszemélyes szállító/mentőűrhajó, második űrrepülése 2016-ban volt a Nemzetközi Űrállomáshoz. Ez a Szojuz típus 131. repülése 1967-es első startja óta. A Szojuz MSZ–02 az orosz parancsnok mellett egy amerikai és egy orosz űrhajóssal a fedélzetén indult a kazahsztáni Bajkonuri űrrepülőtérről a Nemzetközi Űrállomásra (ISS). Ott a három új űrhajós csatlakozott az űrállomás három főből álló személyzetéhez, immár a 49. állandó legénység tagjaiként.

## Küldetés

### Indítás
A küldetés startja a tervek szerint 2016. szeptember 23-án lett volna, azonban az indítás előtt pár nappal, szeptember 18-án a Roszkoszmosz bejelentette, hogy elhalasztja a kilövést. Az ok technikai természetű volt, az űrhajón egy zárlatos vezetéket találtak.
A küldetés startja egy hónapos csúszást követően, 2016. október 19-én, magyar idő szerint 10 óra 5 perckor a kazahsztáni bajkonuri űrrepülőtér 1-es indítóállásából sikeresen megtörtént. A háromfokozatú Szojuz-FG hordozórakétának mindössze 10 percre volt szüksége, hogy az űrhajót Föld körüli pályára állítsa. Az űrállomáshoz jutáshoz azonban most nem az utóbbi időben követett 6 órás gyors megközelítést alkalmazták, hanem – ahogyan régebben, 2013 előtt – mintegy két napon át kering az űrhajó önállóan, mielőtt dokkolna az ISS Poiszk moduljához. A repülési időt arra használják, hogy teszteljék az új űrhajótípus modernizált fedélzeti rendszereit.

### Leválás
2017. április 10-én, magyar idő szerint 9 óra 57 perckor a Nemzetközi Űrállomás Poiszk moduljáról rendben megtörtént a leválás.

### Visszatérés
A visszatérő modul a 173 nap, 3 óra és 16 perces küldetés végén, az űrállomástól való leválástól számított 3 óra 23 perc után, magyar idő szerint 2017. április 10-én 13 óra 20 perckor ejtőernyő segítségével Kazahsztán területére ereszkedett le, Zsezkazgan várostól délnyugatra.

## Személyzet
| pozíció            | űrhajós                                                        |
| ------------------ | -------------------------------------------------------------- |
| parancsnok         | Szergej Rizsikov, RKA 49. alaplegénység első űrrepülése        |
| fedélzeti mérnök 1 | Andrej Boriszenko, RKA 49. alaplegénység második űrrepülése    |
| fedélzeti mérnök 2 | Robert S. Kimbrough, NASA 49. alaplegénység második űrrepülése |

### Tartalék személyzet
| pozíció            | űrhajós                   |
| ------------------ | ------------------------- |
| parancsnok         | Alekszandr Miszurkin, RKA |
| fedélzeti mérnök 1 | Nyikolaj Tyihonov, RKA    |
| fedélzeti mérnök 2 | Mark T. Vande Hei, NASA   |